# Programme Lunokhod

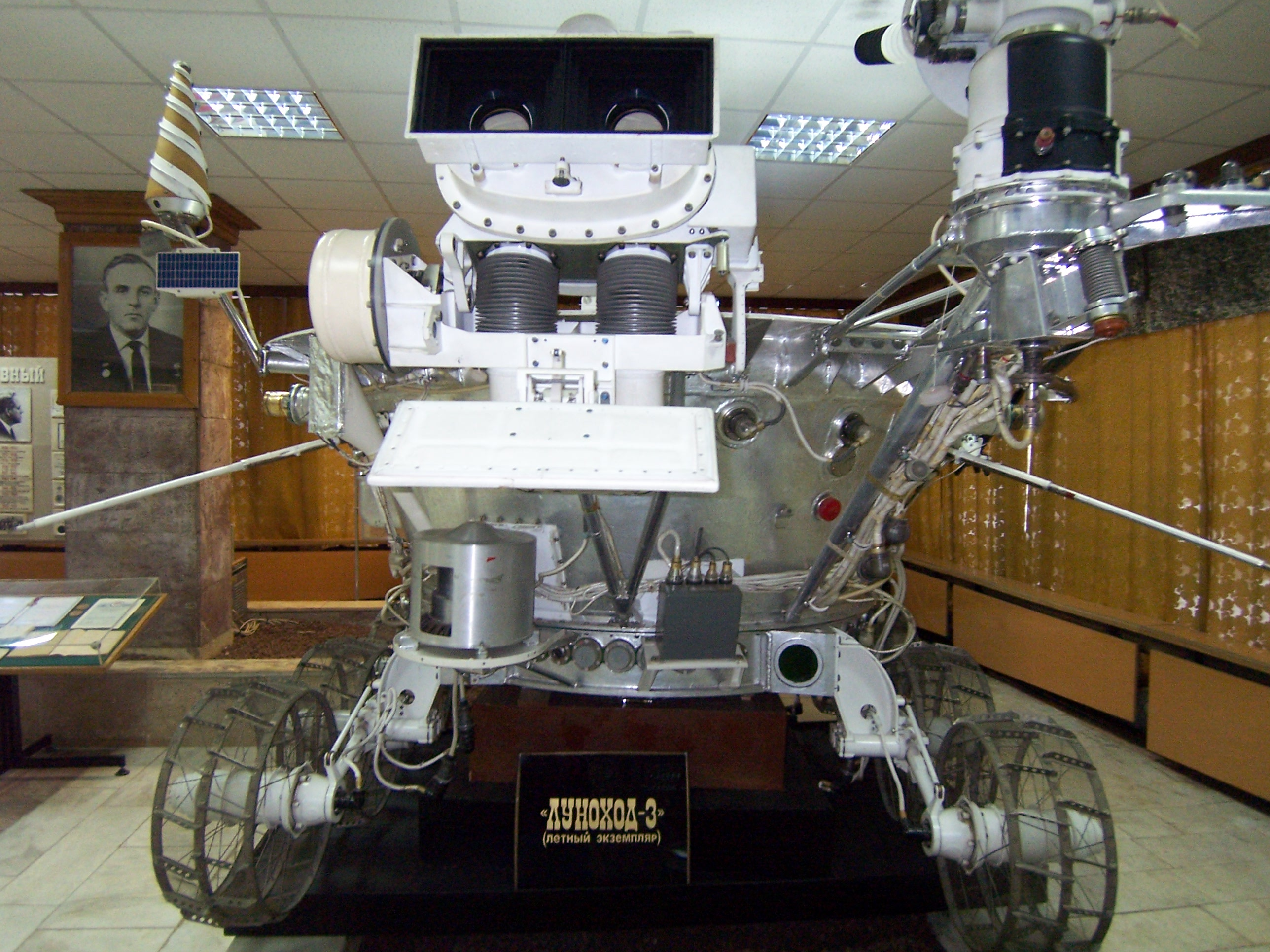
Face avant de Lunokhod 3, qui ne fut jamais lancé.

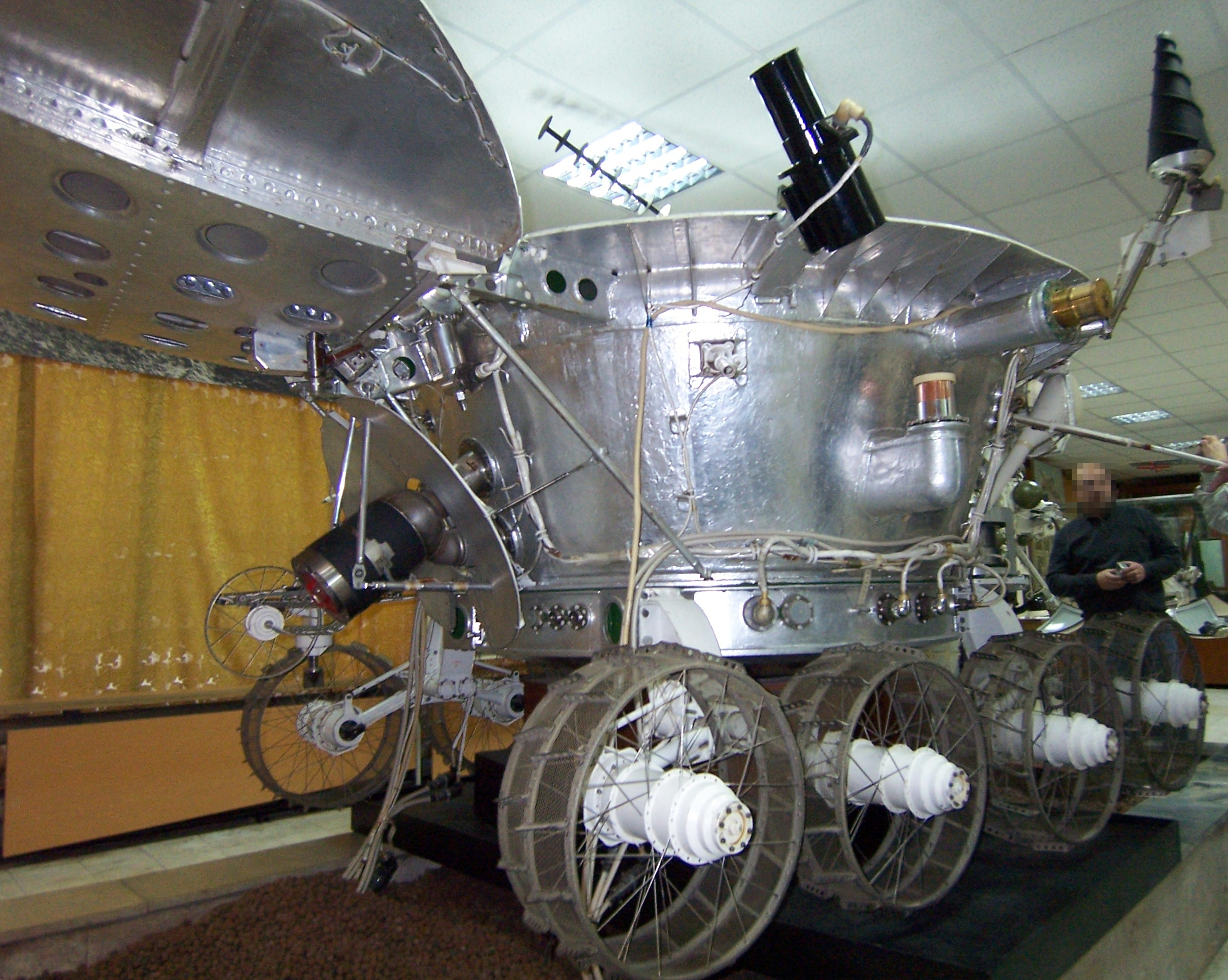
Face arrière de Lunokhod 3 : on distingue la roue de l'odomètre.

Le programme Lunokhod (en russe : Луноход, littéralement « Rover lunaire ») regroupe plusieurs missions spatiales soviétiques qui ont mis en œuvre entre 1969 et 1972 les premières astromobiles (ou rovers en anglais) télécommandés à la surface de la Lune. Deux véhicules d'environ 800 kg, Lunokhod 1 et Lunokhod 2, ont parcouru plusieurs dizaines de kilomètres durant plusieurs mois en effectuant des relevés scientifiques et en transmettant des dizaines de milliers de photos.
Le projet prend naissance au début des années 1960 dans le bureau d'études de Sergueï Korolev, principal responsable de l'astronautique soviétique, mais ne démarre réellement qu'après le lancement du programme lunaire habité soviétique en 1964 qui est chargé de relever le défi américain du programme Apollo. Le rôle assigné initialement à l'astromobile  est de reconnaitre la zone d'atterrissage avant l'arrivée du module lunaire qui doit débarquer les cosmonautes sur la Lune. Finalement les Lunokhod  seront lancés indépendamment du programme spatial habité. Le programme, qui ne connait qu'un seul échec dû au lanceur sur trois missions, est un succès remarquable. Les engins  ont largement rempli les objectifs fixés par leurs concepteurs.

## Contexte

### Le programme Luna et la course à l'Espace
La Lune est le premier objectif visé par les missions interplanétaires lancées au début de l'ère spatiale à la fin des années 1950. L'Union soviétique dispose d'une certaine avance, grâce notamment à la puissance de ses lanceurs, dans la Course à l'espace qui l'oppose aux États-Unis et qui est la traduction dans le domaine spatial de la Guerre froide qui sévit entre les deux superpuissances mondiales de l'époque. L'astronautique soviétique réalise un grand nombre de premières au cours de ses premières missions automatisées d'exploration de la Lune qui sont regroupées au sein du programme Luna : première photo de la face cachée de la Lune, premier atterrissage en douceur d'une sonde spatiale  sur le sol lunaire. Mais progressivement le programme spatial américain et plus particulièrement le programme d'exploration de la Lune monte en puissance. D'une part la NASA lance en 1961 le programme Apollo  qui a pour objectif de déposer avant la fin de la décennie des hommes sur la Lune, d'autre part elle développe des programmes de sondes automatiques tels que les atterrisseurs Surveyor ou les orbiteurs Lunar Orbiter. L’Union soviétique réplique en fixant des objectifs toujours plus ambitieux à ses sondes lunaires et  en lançant à son tour en 1964 un programme spatial habité concurrent du programme Apollo.

### Premières esquisses du Lunokhod
Au début des années 1960, le bureau d'études soviétique OKB-1 de Sergueï Korolev, placé sous la direction de Mikhaïl Tikhonravov, avait commencé à étudier un véhicule automobile télécommandé capable de se déplacer à la surface de la Lune. Cet engin devait être lancé par la fusée lourde N-1, développée pour lancer le vaisseau de la mission avec équipage vers la Lune. L'étude progresse lentement notamment jusqu'en 1963. Korolev décide de confier à cette date le développement du châssis du futur astromobile au bureau d'étude de l'entreprise VNIITransmash de Leningrad spécialisée dans la fabrication des chars d'assaut pour l'Armée rouge et dirigée par Alexandre Leonovitch Kemourdjian,,. Ce dernier avait développé une passion pour la conception d'engins spatiaux télécommandés,. Les recherches menées conjointement en 1963 et 1964 par les équipes de Kemourdjian et Korolev débouchent sur la conception d'un véhicule de 900 kg dont la finalité est d'apporter un soutien au programme lunaire habité, placé également sous la responsabilité de Korolev. Le projet lunaire habité est officiellement lancé en août 1964 et le rôle du véhicule est précisé : celui-ci doit effectuer des opérations de reconnaissance pour préparer le débarquement des cosmonautes sur le sol lunaire. Le projet, qui dispose désormais de moyens financiers, progresse rapidement et les ingénieurs de l'OKB-1 figent une première esquisse début 1965. Mais Korolev décide à la même époque de transférer l'ensemble de l'activité d'exploration du système solaire par les sondes automatiques à l'entreprise Lavotchkine dirigée à l'époque par Gueorgui Babakine.

### La phase de développement
La fusée retenue pour lancer l'astromobile n'est plus la N-1, qui accumule les retards, mais le lanceur Proton en cours de mise au point, surmonté d'un étage Bloc D chargé d'injecter l'engin sur une trajectoire lunaire. La conception de l'astromobile est complètement revue par le responsable du bureau d'études Babakine et, pour partie, par Kemourdjian, pour prendre en compte les capacités de ce lanceur moins puissant mais également pour intégrer les données fournies par Luna 9, le premier atterrisseur lunaire à avoir réussi sa mission : la fermeté du sol lunaire et la faible épaisseur de la couche de poussière conduisent à l'abandon des chenilles au profit de huit petites roues. À l'automne 1965, la conception est figée mais la conception détaillée ne sera achevée que fin 1967.

## Caractéristiques techniques des astromobiles Lunokhod
Le Lunokhod est transporté jusqu'à la surface de la Lune par un étage chargé du transit entre la Terre et la Lune et de la descente sur le sol lunaire. L'ensemble constitué par cet étage et le véhicule, d'une masse totale comprise entre 5 660 kg et 5 700 kg, forme le modèle Ye-8 dans la classification des sondes du programme Luna.

### Le Lunokhod

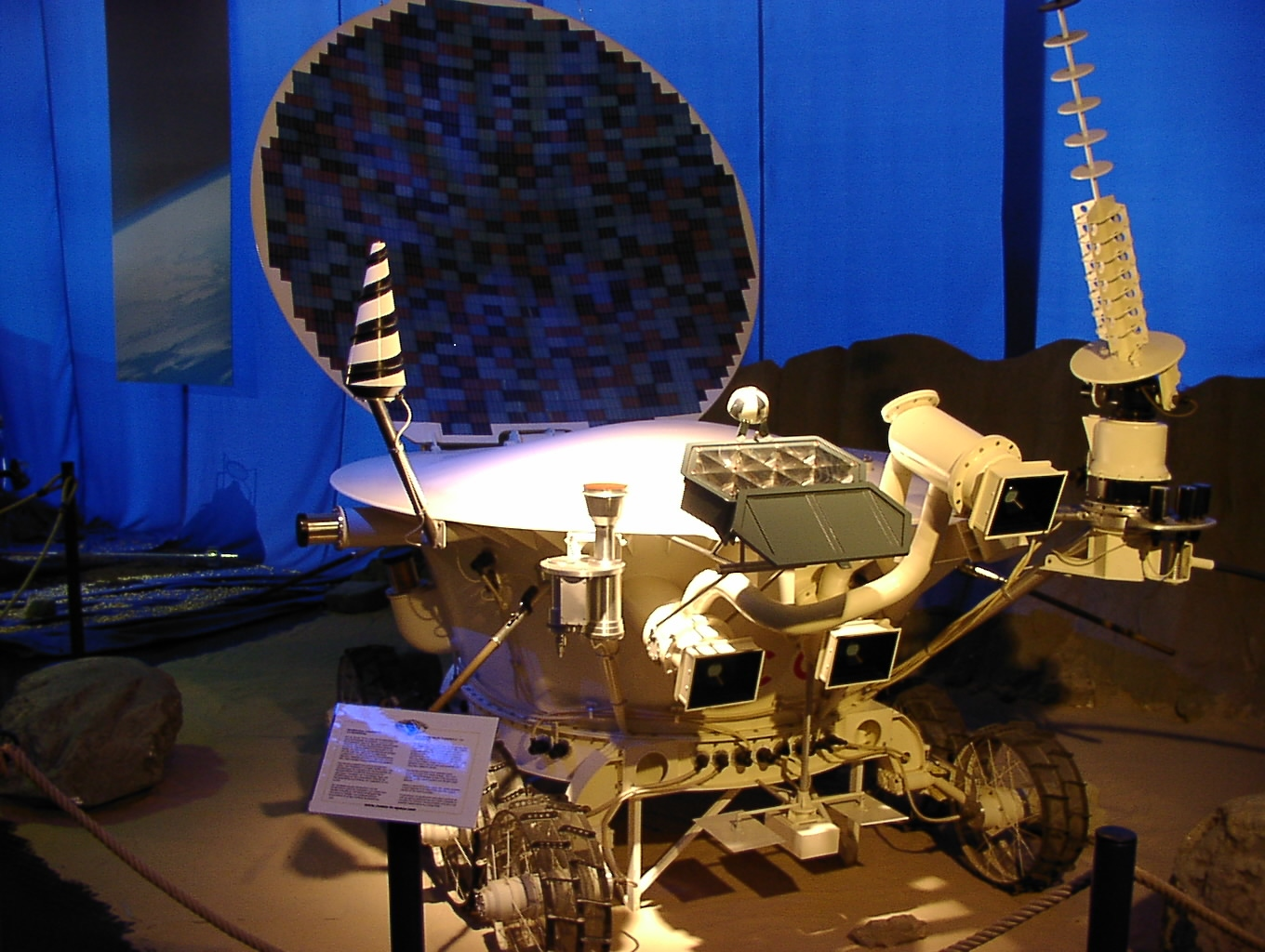
Maquette de Lunokhod 2.

Le Lunokhod est constitué d'une structure pressurisée en forme de marmite  en alliage de magnésium qui contient l'avionique, les batteries ainsi que l'électronique associée aux instruments scientifiques. Cette structure est  posée sur un châssis comportant huit roues de 51 cm de diamètre. Un couvercle concave, qui s'ouvre et se ferme, est placé au sommet et sert de support aux cellules d'un panneau solaire. Les senseurs des instruments scientifiques, les caméras de télévision utilisées pour la navigation ainsi que les antennes de télécommunications sont fixés sur le dessus et sur les côtés de la structure principale. L'ensemble est haut de 1,35 m, long de 1,7 m (2,22 m au niveau des roues) et large de 2,15 m au niveau du couvercle. Le rayon de braquage minimal est de 80 cm. L'engin peut franchir un obstacle haut de 40 cm ou large de 60 cm, grimper une pente de 20 % et manœuvrer sur une pente de 45 %. Des systèmes de sécurité interdisent le déplacement sur une pente supérieure à cette limite. Lunokhod 1 peut atteindre la vitesse de 800 m par heure en marche avant ou arrière tandis que les opérateurs de Lunokhod 2 peuvent choisir entre deux vitesses - 800 ou 2 000 m/h - dans les deux directions. L'énergie est fournie par des cellules solaires en silicium (arséniure de gallium pour Lunokhod 2) fixées sur la face interne du couvercle, fournissant 1 kW. La température de la partie pressurisée est maintenue dans une fourchette acceptable par circulation de l'air interne complétée par un circuit de régulation thermique ouvert à eau. Des radiateurs sont situés sur la partie supérieure de la structure pressurisée qui est recouverte durant la longue nuit lunaire par le couvercle en position repliée. La désintégration nucléaire de 11 kg de polonium 210 fournit un chauffage d'appoint. Le Lunokhod est conçu pour résister à trois nuits lunaires soit environ trois mois. Lunokhod 1 a une masse de 756 kg tandis que Lunokhod 2 pèse 836 kg.
Pour les télécommunications, le véhicule dispose d'une antenne grand gain orientable et d'une antenne à faible gain omnidirectionnelle. Pour le diriger, une équipe de cinq opérateurs sur Terre utilise les images fournies par les caméras de télévision pour envoyer des commandes. L'aller-retour du signal entre la Lune et la Terre prend environ 5 secondes. Les caméras panoramiques sont montées de chaque côté pour fournir une image panoramique sur 180° d'avant en arrière et l'autre une image panoramique sur 180°  du sol au ciel.

#### Les instruments scientifiques

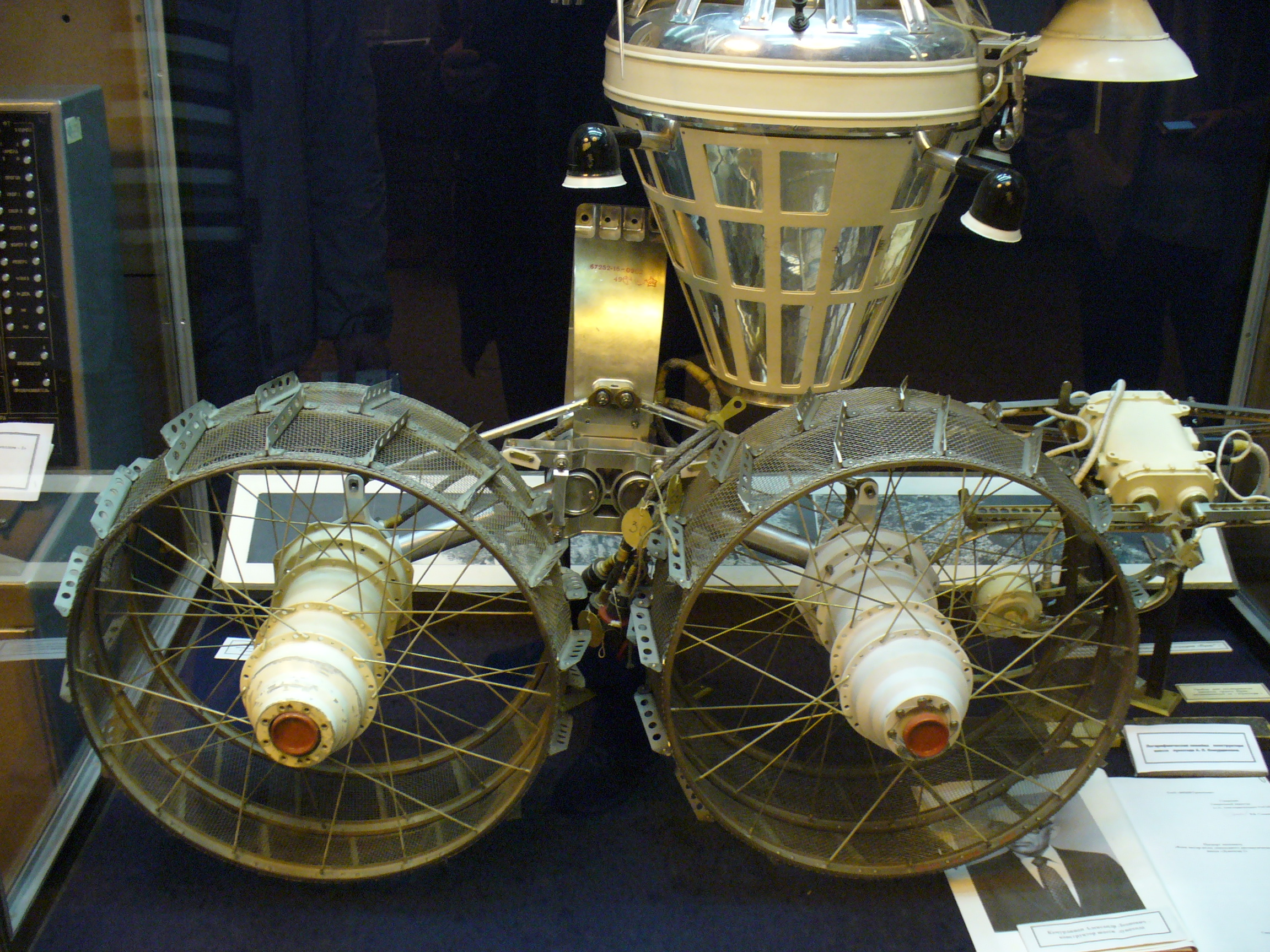
Détail des roues et du système de suspension.

Les instruments scientifiques embarqués comprennent :
- deux caméras de télévision (trois pour Lunokhod 2) ;
- quatre caméras panoramiques avec une définition de 5 000 × 3 000 pixels ;
- un odomètre et un pénétromètre ;
- un spectromètre de fluorescence X ;
- un détecteur de rayons cosmiques ;
- un télescope à rayons X pour observer le Soleil et la galaxie ;
- un réflecteur laser fourni par la France ;
- un radiomètre ;
- un photomètre en lumière visible et ultraviolet (uniquement Lunokhod 2) ;
- un magnétomètre dont le capteur est situé au bout d'un mât de 1,5 mètre (uniquement Lunokhod 2).

### L'étage de descente et de croisière

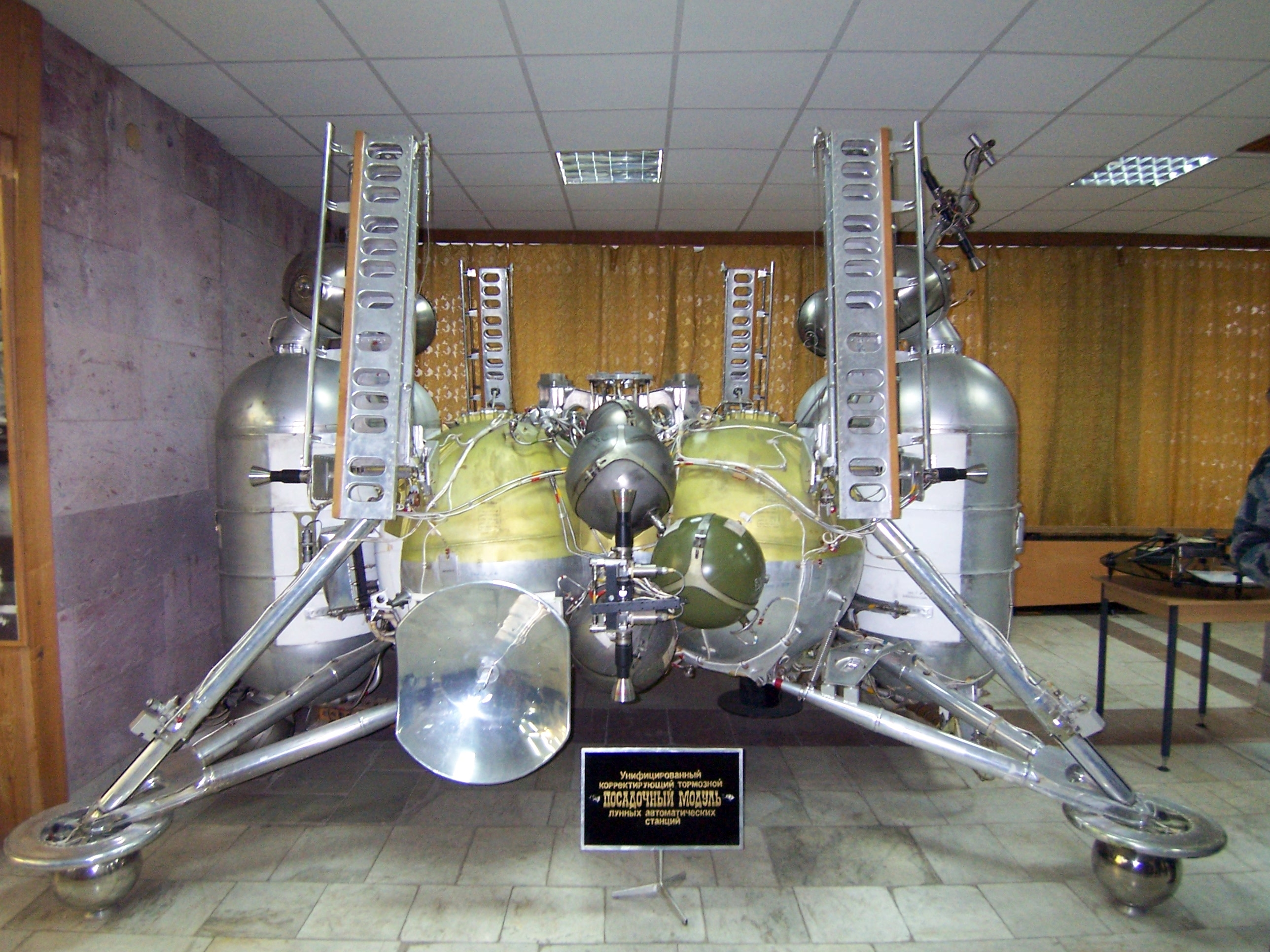
Étage de descente et de croisière du Lunokhod.

Le cœur de l'étage de descente et de croisière  est constitué de quatre réservoirs sphériques reliés entre eux par des sections cylindriques. À chaque réservoir est fixé un pied doté d'un système d'amortissement. L'ensemble forme un carré de 4 mètres de côté. Ces réservoirs contiennent les ergols qui alimentent un moteur-fusée unique, placé dans une lacune au centre du carré et utilisé à la fois pour les corrections de trajectoire durant le transit entre la Terre et la Lune, pour l'insertion en orbite lunaire et pour la descente sur le sol de la Lune. Le moteur KDTU-417, qui est un nouvel engin développé pour la sonde par le bureau d'études Iasaïev, a une poussée qui peut être modulée entre 7,4 et 18,8 kNewtons. Six moteurs-verniers permettent d'effectuer les corrections d'orientation ; deux d'entre eux sont montés à côté du propulseur principal et sont utilisés durant la descente vers la Lune. Quatre réservoirs cylindriques largables de 88 cm de diamètres sont montés en position verticale par paire de chaque côté de cet ensemble : leur contenu est utilisé en priorité et ils sont largués avant que la sonde n'entame la descente vers le sol lunaire. L'avionique est logée dans les structures cylindriques du carré central mais également entre les réservoirs largables. Des réservoirs sphériques remplis d'azote utilisé par les moteurs-verniers sont d'une part fixés au  sommet  des réservoirs largables, d'autre part logés entre les réservoirs principaux. Le Lunokhod est amarré au sommet de l'étage : quatre rampes stockées en position repliées sont fixées sur l'étage par paires, devant et derrière lui, de manière à lui permettre de descendre sur le sol. Les rampes utilisées dépendent de la configuration de la zone d'atterrissage.

## Déroulement d'une mission

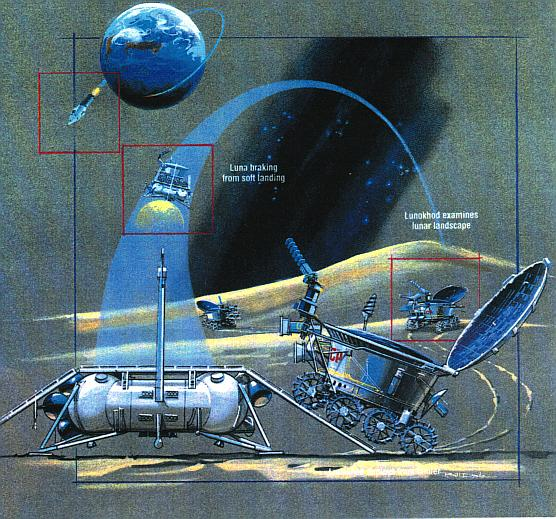
Schéma du déroulement d'une mission Lunokhod.

## Les missions du programme Lunokhod

### Première tentative
La première mission Lunokhod est lancée le 19 février 1969 mais la coiffe du lanceur Proton développée spécifiquement pour abriter la nouvelle sonde spatiale se désintègre 51 secondes après le décollage sous la pression aérodynamique et le lanceur explose en éparpillant des débris dans un rayon de 25 km. Les 11 kg de polonium 210 qui devaient maintenir une température minimale dans le Lunokhod ne sont pas retrouvés au cours des fouilles. Selon une rumeur non confirmée, le polonium aurait été utilisé par des soldats en tant que chauffage d'appoint dans leur casernement.

### Lunokhod 1
La deuxième mission n'est lancée que vingt mois plus tard car l'équipe du projet s'est entretemps entièrement consacrée à la mission de retour d'échantillon dont l'objectif est de ramener un échantillon de sol lunaire avant le débarquement des Américains sur la Lune. La mission Luna 15 échoue car la sonde s'écrase sur le sol lunaire le 21 juillet 1969, le lendemain du débarquement de l'équipage d'Apollo 11. Finalement, en octobre 1970, Luna 16 parvient à ramener un échantillon et l'équipe peut se consacrer au lancement de la deuxième mission Lunokhod. Celle-ci, baptisée Luna 17 et embarquant le Lunokhod 1, est lancée le 10 novembre 1970 et effectue un alunissage le 17 novembre à 3h47 UTC dans la mer des Pluies. Les rampes sont abaissées et Lunokhod 1 débarque quelques heures plus tard. Le déroulement de la mission est suivi avec un grand intérêt par le public des deux côtés du Rideau de fer,  qui est fasciné par cette nouvelle expérience. Malgré les difficultés de l'équipe chargée de piloter le Lunokhod, celui-ci ne tombe finalement en panne que le 14 septembre 1971, après avoir dépassé trois fois la durée de vie pour laquelle il avait été conçu et après avoir parcouru 10,5 km, pris 20 000 photos, 206 panoramiques, effectué 25 analyses et 500 tests de dureté du sol.

### Lunokhod 2
Le modèle suivant est modifié avant son lancement pour prendre en compte les expériences tirées de la mission de Lunokhod 1. Les caméras de télévision actualisaient les images à un rythme trop lent et étaient placées trop bas dans certaines situations. Une troisième caméra à hauteur d'homme est ajoutée. La mission Luna 21 embarquant Lunokhod 2 est lancée le 8 janvier 1973 et alunit le 15 janvier dans le cratère Le Monnier. Lunokhod 2 survit jusqu'au 3 juin après avoir parcouru 37 km et effectué 80 000 photos et 86 panoramiques.

### Lunokhod 3
Un quatrième véhicule devait être lancé en 1977 mais la mission fut annulée pour raisons budgétaires. Il est aujourd'hui exposé au musée Lavotchkine, société qui l'avait créé, à Moscou.

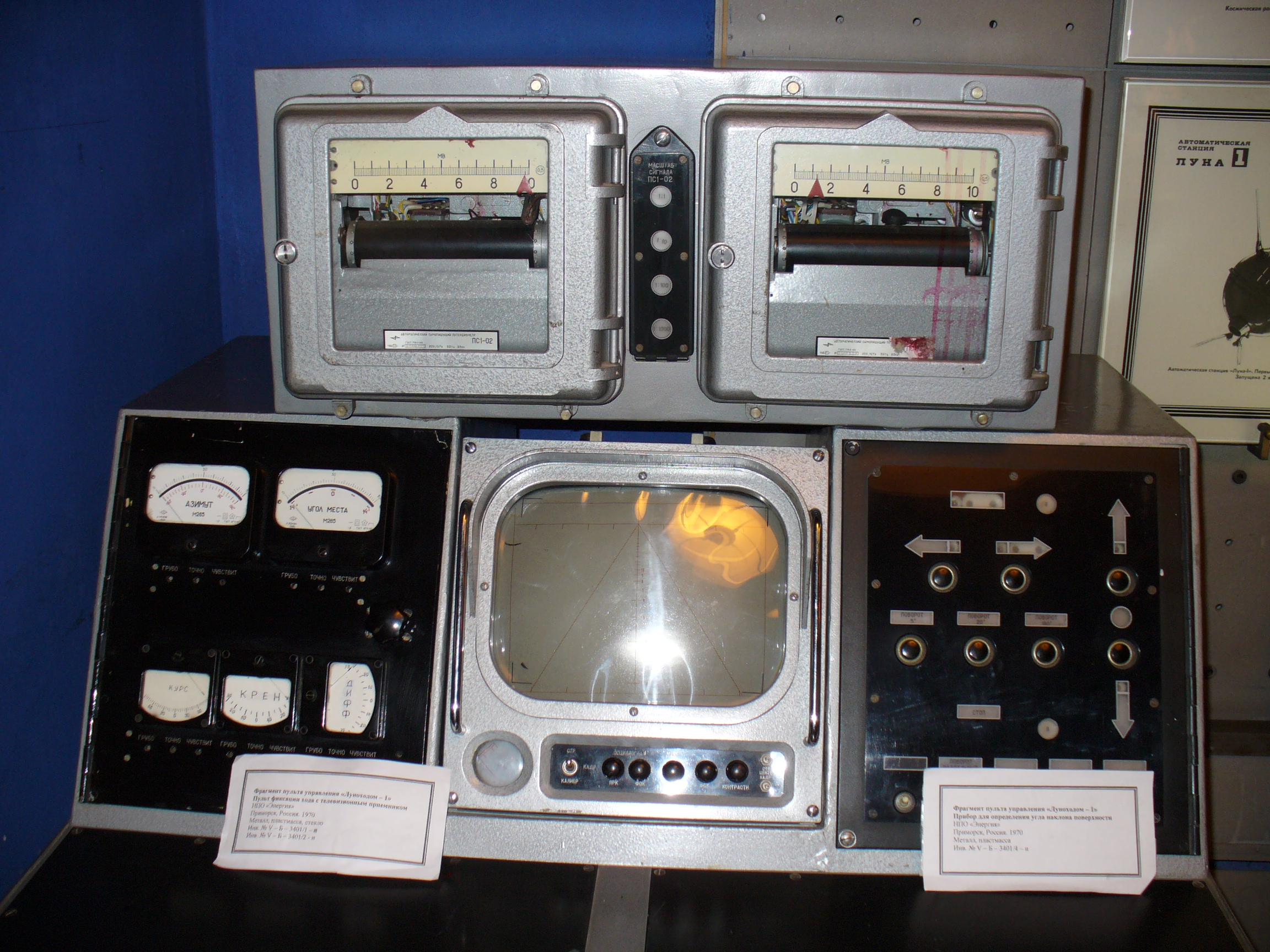
Pupitre de contrôle du rover (1).
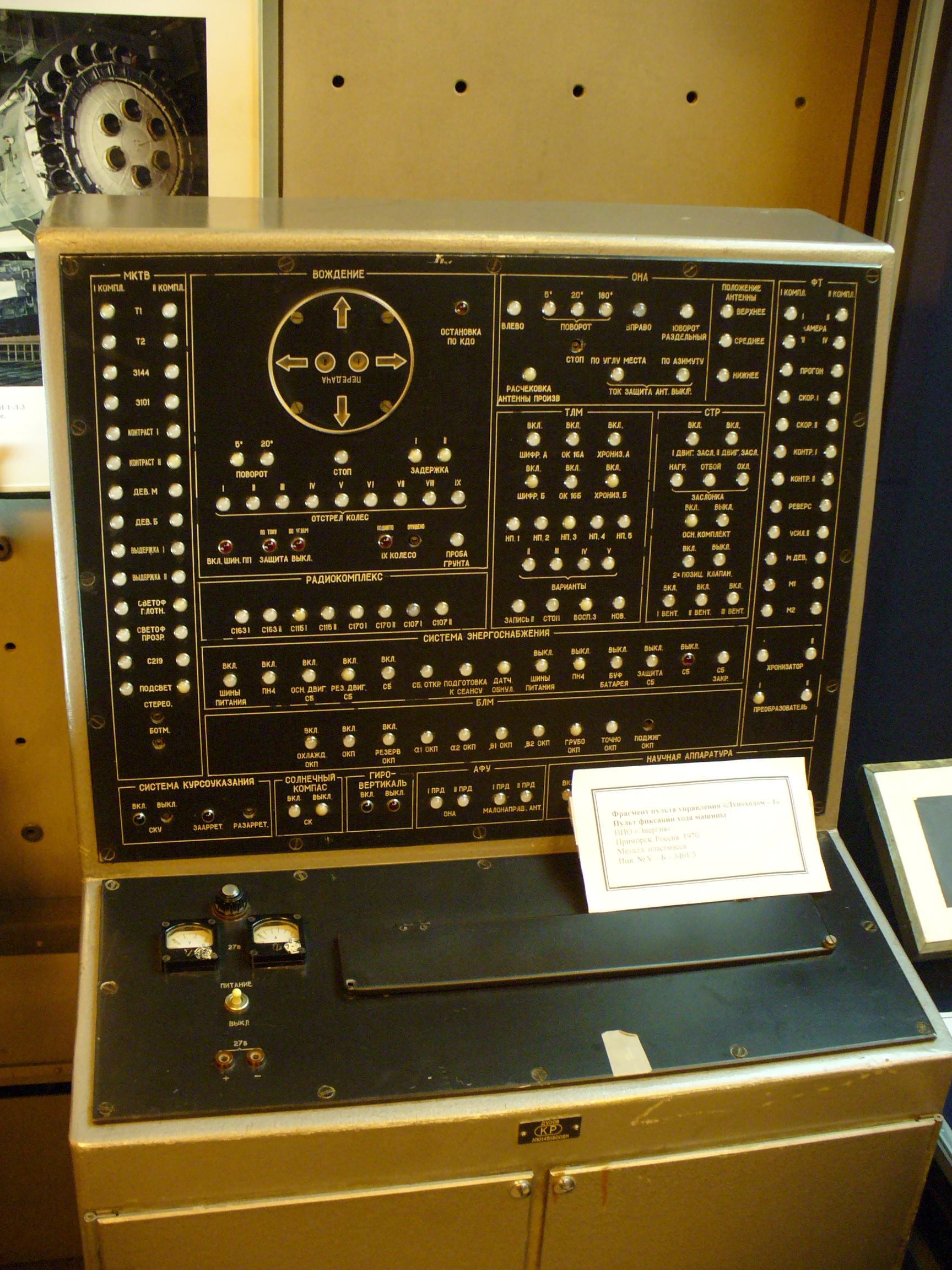
Pupitre de contrôle du rover (2).

## Résultats scientifiques
De nombreux enseignements scientifiques purent être tirés des photos de roches, du sol, des cratères, des formations géologiques et des empreintes de roues. Les caméras des deux astromobiles réalisèrent en tout cent mille photos et près de trois cents panoramiques. De nombreuses mesures de la résistance du sol ont été réalisées à l'aide des pénétromètres. Le spectromètre de fluorescence X a permis d'effectuer des analyses chimiques  du sol de la mer des Pluies et de celui du cratère Le Monnier composé essentiellement de roches basaltiques comprenant toutefois sur les bords du cratère Le Monnier  des concentrations plus élevées de silicium, d'aluminium et de potassium. Les réflecteurs laser ont été utilisés pour mesurer la distance entre la Terre et la Lune : des tirs de laser effectués depuis l'observatoire du Pic du Midi en France et l'Observatoire de Simeiz en Crimée ont permis de mesurer la distance Terre-Lune avec une précision de 3 mètres pour Lunokhod 1 et de 40 cm pour Lunokhod 2. Ces mesures répétées régulièrement par la suite ont permis de mieux connaître les évolutions périodiques et séculaires de la distance Terre-Lune. Le magnétomètre de Lunokhod 2 a détecté un champ magnétique très faible fluctuant sous l'influence du champ magnétique interplanétaire. Le photomètre a permis d'effectuer des découvertes plutôt surprenantes : durant la journée lunaire, la lumière du Soleil est partiellement interceptée par la poussière en suspension tandis que la nuit, lorsque la Terre est visible, la luminosité est 15 fois plus importante que sur Terre durant les nuits de pleine Lune. Des mesures du rayonnement cosmique atteignant le sol lunaire ont été effectuées à l'aide du détecteur embarqué tandis que le télescope à rayons X a permis d'effectuer des observations du Soleil et de la galaxie.
Alexandre Kemourdjian, concepteur du châssis des Lunokhod, fut mis à contribution pour la fabrication d'un robot bulldozer, fondé sur ses expériences lunaires, afin de pousser des déchets radioactifs du toit de la centrale nucléaire de Tchernobyl après l'accident nucléaire. Il fut envoyé aux États-Unis, après la fin de la guerre froide, afin de montrer ses robots.